# Callimetopus palawanus
Callimetopus palawanus là một loài bọ cánh cứng trong họ Cerambycidae.